# Парламентские выборы в Чехословакии (1948)
Парламентские выборы в Чехословакии состоялись 30 мая 1948 года и стали первыми выборами в Национальное собрание.
По результатам прошлых свободных парламентских большинство получили чешские и словацкие коммунисты. Премьер-министром стал лидер КПЧ Клемент Готвальд. В феврале 1948 года коалиционный кабинет Готвалда, в который входили члены всех крупных партий, претерпел острый политический кризис. Причиной его стало требование представителей Национально-социалистической партии предоставить отчёт о действиях МВД, возглавляемого членом президиума ЦК Коммунистической партии Вацлавом Носеком, поскольку его действия были сочтены попыткой провести политически мотивированную чистку личного состава. (13 февраля 1948 г. из МВД были уволены восемь старших офицеров-некоммунистов). В знак протеста 12 из 27 членов правительства подали в отставку, ожидая поддержки некоммунистического президента Эдварда Бенеша и назначения новых выборов в парламент. Опасаясь вмешательства советских вооружённых сил, 25 февраля 1948 года Бенеш отправил правительство Чехословакии в отставку. Новое правительство во главе с Готвальдом, полностью состояло из коммунистов и их сторонников. Одновременно с этим начались аресты оппозиционных политиков и журналистов по заранее утверждённым спискам.
9 мая Учредительное собрание Чехословакии приняло новую конституцию, которая устанавливала в Чехословакии однопартийную систему и социалистический строй.

## Ход выборов
Выборы в Национальное собрание были безальтернативными. Избирателям был представлен единый список Национального фронта, в который входили кандидаты от Коммунистической партии Чехословакии и нескольких партий-сателлитов. У избирателей не было возможности выбрать конкретного кандидата: можно было проголосовать за список в целом либо против, опустив в урну пустой бюллетень.

## Официальные результаты
|                                     |                                     |                                             |                                      |           |        |              |      |  |  |  |  |  |  |  |
| Коалиция                            | Коалиция                            | Партия                                      | Партия                               |           |        |              |      |  |  |  |  |  |  |  |
| Коалиция                            | Коалиция                            | Партия                                      | Партия                               | Голоса    | %      | Места        | +/-  |  |  |  |  |  |  |  |
|                                     | Национальный фронт                  |                                             | Коммунистическая партия Чехословакии | 6 424 734 | 89,25  | 160          | ▲ 67 |  |  |  |  |  |  |  |
|                                     | Национальный фронт                  | Коммунистическая партия Словакии            | 54                                   | 6 424 734 | 89,25  | ▲ 33         |      |  |  |  |  |  |  |  |
|                                     | Национальный фронт                  | Чехословацкая социал-демократическая партия | 23                                   | 6 424 734 | 89,25  | ▼ 14         |      |  |  |  |  |  |  |  |
|                                     | Национальный фронт                  | Чехословацкая народная партия               | 23                                   | 6 424 734 | 89,25  | ▼ 14         |      |  |  |  |  |  |  |  |
|                                     | Национальный фронт                  | Чехословацкая социалистическая партия       | 23                                   | 6 424 734 | 89,25  | ▼ 32         |      |  |  |  |  |  |  |  |
|                                     | Национальный фронт                  | Партия словацкого возрождения               | 12                                   | 6 424 734 | 89,25  | новая партия |      |  |  |  |  |  |  |  |
|                                     | Национальный фронт                  | Партия свободы                              | 5                                    | 6 424 734 | 89,25  | ▲ 2          |      |  |  |  |  |  |  |  |
| Против всех                         | Против всех                         | Против всех                                 | Против всех                          | 774 032   | 10,75  |              |      |  |  |  |  |  |  |  |
| Всего                               | Всего                               | Всего                                       | Всего                                | 7 198 766 | 100,00 | 300          |      |  |  |  |  |  |  |  |
|                                     |                                     |                                             |                                      |           |        |              |      |  |  |  |  |  |  |  |
| Действительных бюллетеней           | Действительных бюллетеней           | Действительных бюллетеней                   | Действительных бюллетеней            | 7 198 766 | 97,03  |              |      |  |  |  |  |  |  |  |
| Недействительных бюллетеней         | Недействительных бюллетеней         | Недействительных бюллетеней                 | Недействительных бюллетеней          | 220 487   | 2,97   |              |      |  |  |  |  |  |  |  |
| Всего бюллетеней                    | Всего бюллетеней                    | Всего бюллетеней                            | Всего бюллетеней                     | 7 419 253 | 100,00 |              |      |  |  |  |  |  |  |  |
| Зарегистрированных избирателей/Явка | Зарегистрированных избирателей/Явка | Зарегистрированных избирателей/Явка         | Зарегистрированных избирателей/Явка  | 7 998 035 | 92,76  |              |      |  |  |  |  |  |  |  |

## Последствия
Через 3 дня после выборов, Эдвард Бенеш подал в отставку с поста президента. На следующих президентских выборах, состоявшихся 14 июня главой государства был избран Клемент Готвальд.
Выборы 1948 года задали тон всем последующим выборам в годы коммунистического правления, на которых, по официальным данным Национальный фронт будет получать подавляющее большинство голосов. Свободные выборы в Чехословакии состоятся только в 1989 году.